# Nicolás Bianchi Arce
Nicolás Bianchi Arce (ur. 28 stycznia 1987 w Buenos Aires) – argentyński piłkarz, występujący na pozycji obrońcy, a obecnie zawodnik Olimpo Bahía Blanca.

## Kariera
Swoją profesjonalną karierę zaczynał w San Lorenzo. W 2009 przeszedł do AEK Ateny na zasadzie wypożyczenia z opcją pierwokupu. Następnie został wypożyczony do Olimpo Bahía Blanca.

## Nagrody
- Liga Argentyńska z San Lorenzo